# Tumbas da Via Latina

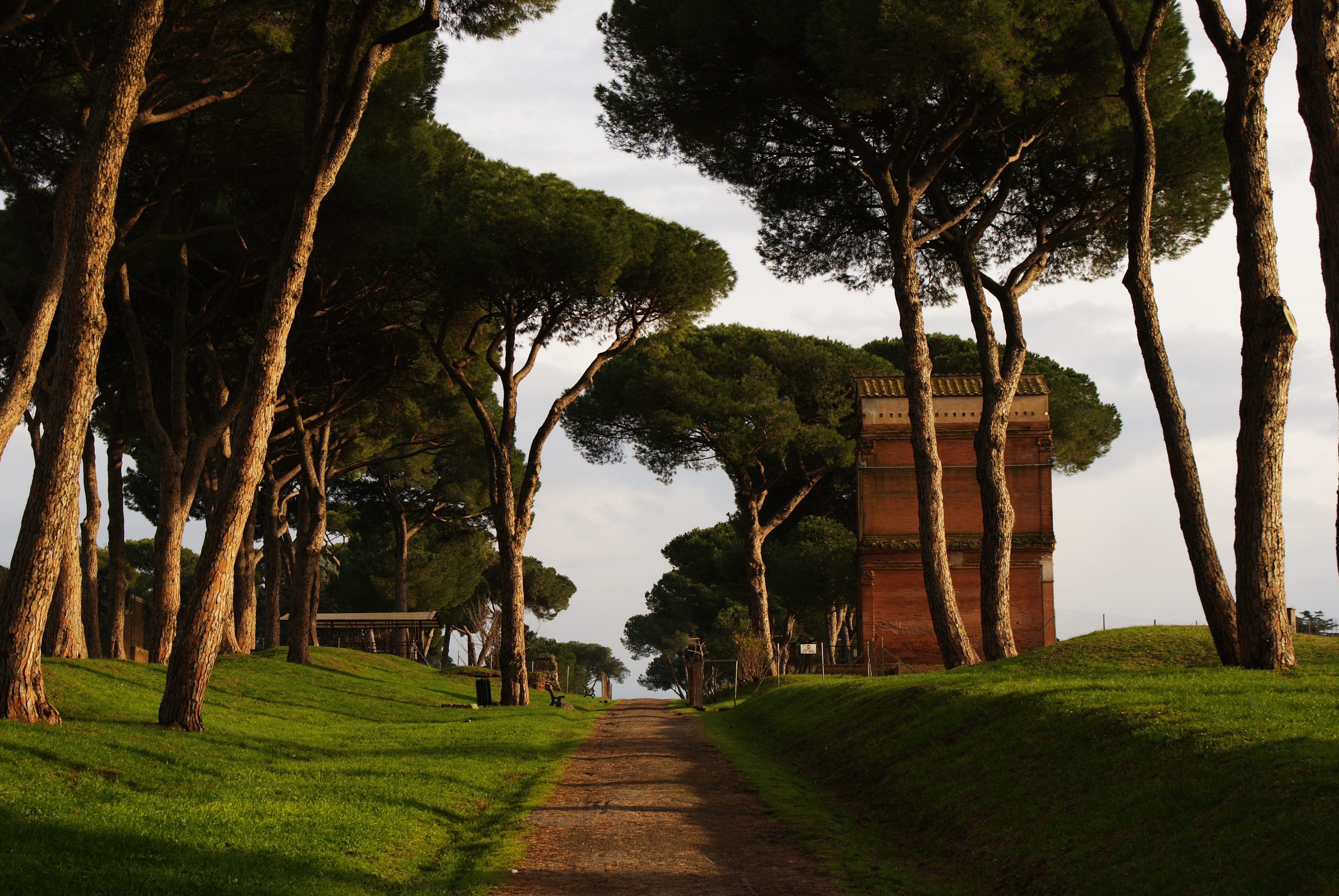
Estrada romana através das Tumbas da Via Latina

As Tumbas da Via Latina (em italiano:  Tombe di Via Latina) são tumbas da Roma Antiga, principalmente do século II, localizadas ao longo de um trecho curto da Via Latina, uma antiga estrada romana próximo a Roma Itália. São atualmente parte de um parque arqueológico aberto à visitação.

## História
As tumbas foram descobertas em 1857–1858 por Lorenzo Fortunati, um professor que se interessou por arqueologia e ganhou dinheiro vendendo alguns dos itens que encontrou. Uma série de escavações suportadas pelo Papa Pio IX subsequentemente descobriram várias tumbas ao longo de um curto trecho da estrada na altura do km 6 ao sudoeste do centro de Roma. A área foi expropriada da família Barberini pelo governo italiano em 1879. Em 1900 escavações adicionais foram iniciadas sob a supervisão de Rodolfo Lanciani.

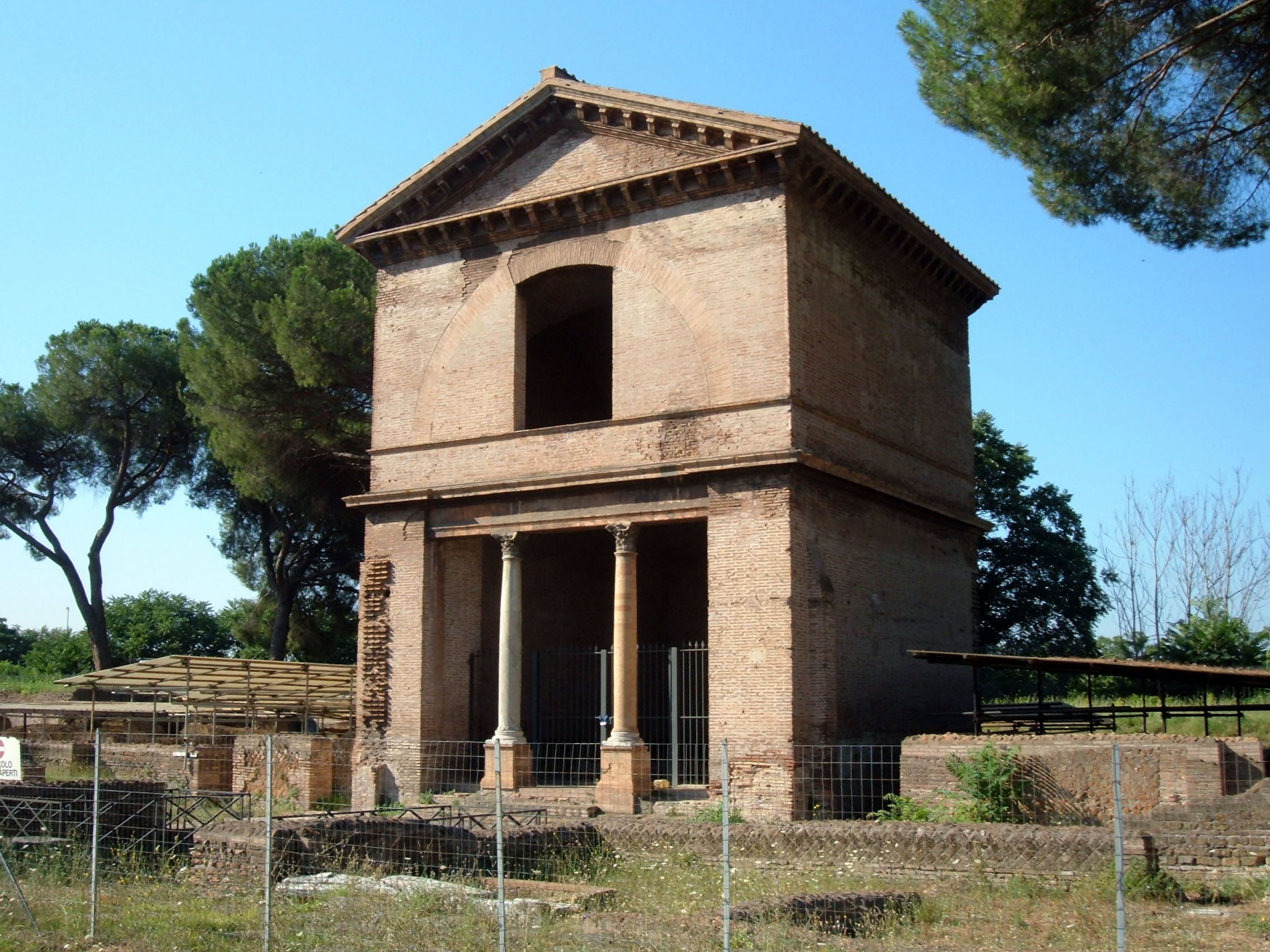
Tumba dos Valerii

A tumba dos Valerii (em italiano:  Sepolcro dei Valeri), da segunda metade do século II, é uma estrutura notável de dois pavimentos.